# برداوان (غالینجاکار)
برداوان (ارمنی: Բերդավանի ամրոց; Բերդավան) در بالای یک تپه نزدیک مرز با آذربایجان در نزدیکی روستای برداوان در استان تاووش قرار دارد. قلعه برداوان در ۶۶۴ متری سطح دریا قرار دارد.